# Tigre (araldica)
In araldica la tigre simboleggia animo indomito e ferocia nelle imprese. È anche indicativa di uomo di gran coraggio nel combattimento. Viene posta nell'arme al naturale.

Tigre passante rivoltata in maestà
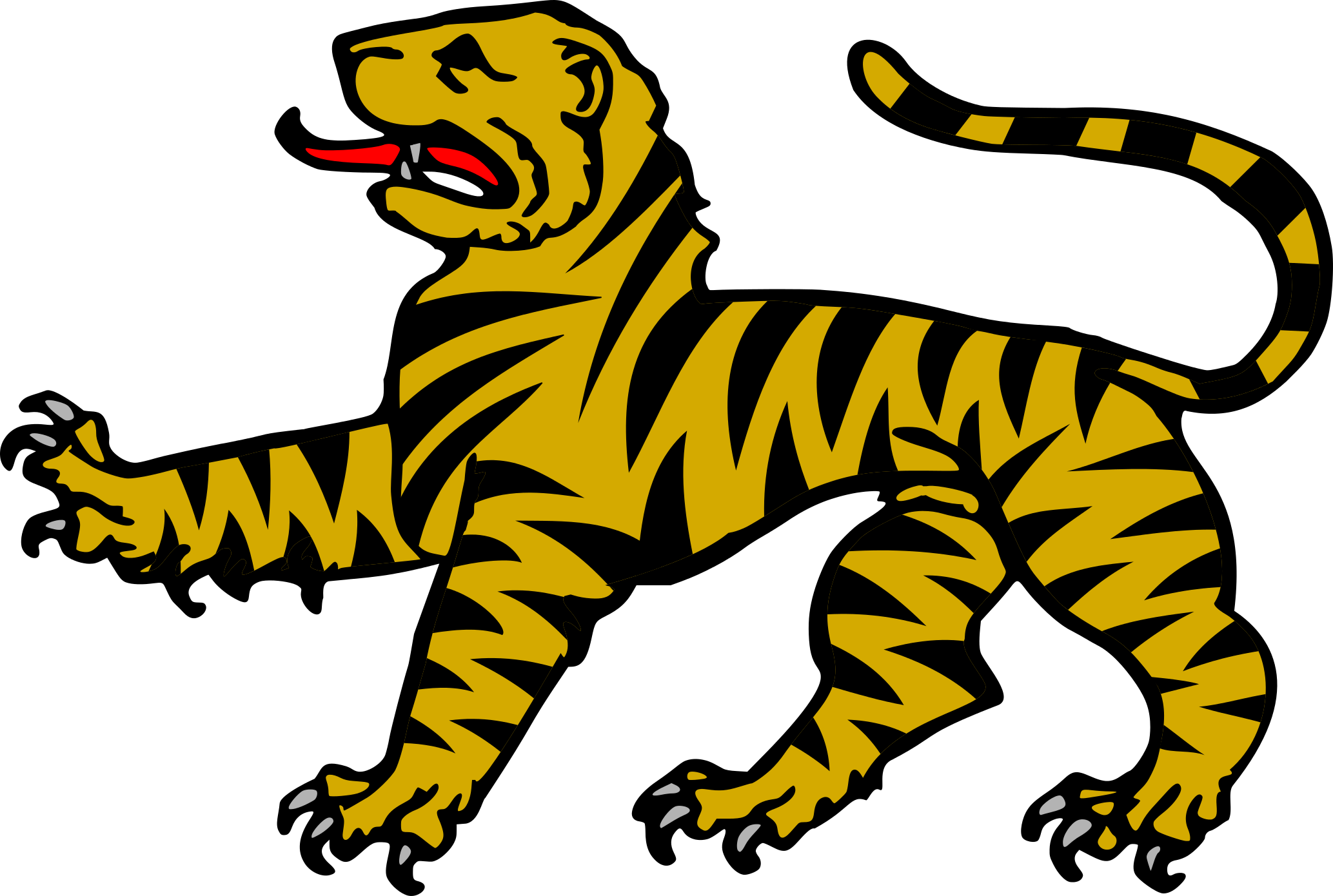
Tigre passante

Anticamente la tigre araldica (in inglese tyger) veniva rappresenta con il corpo come quello di un lupo, ma più forte e massiccio, con il muso allungato, denti prominenti e con una zanna ricurva all'estremità del naso. È così che veniva immaginata dagli artisti europei medievali che non avevano mai visto il vero animale.

Tigre araldica passante
Un toro e una tigre araldica come supporti dello stemma di Anglesey